# Nationaal park Namakwa
Nationaal park Namakwa is een in het noordwesten van Zuid-Afrika gelegen nationaal park.
Het park ligt in de provincie Noord-Kaap, ongeveer 500 km ten noorden van Kaapstad en 20 km ten westen van Kamieskroon. Het doel van het park is het beschermen van het typische landschap van Namakwaland met zijn specifieke flora en fauna, waaronder vele vetplanten en de gezaagde platte schildpad.
Na de winterregens is het park in de lente bedekt met een tapijt van bloeiende planten.
Namakwa werd in 1999 uitgeroepen tot nationaal park en is ca. 140.000 hectare groot na de laatste uitbreiding in 2008.
Het noordelijke gedeelte van het park is bergachtig, met het hoogste punt op ca. 900m boven zeeniveau. Het zuidelijke gedeelte is vlakker en grenst aan de Atlantische Oceaan.

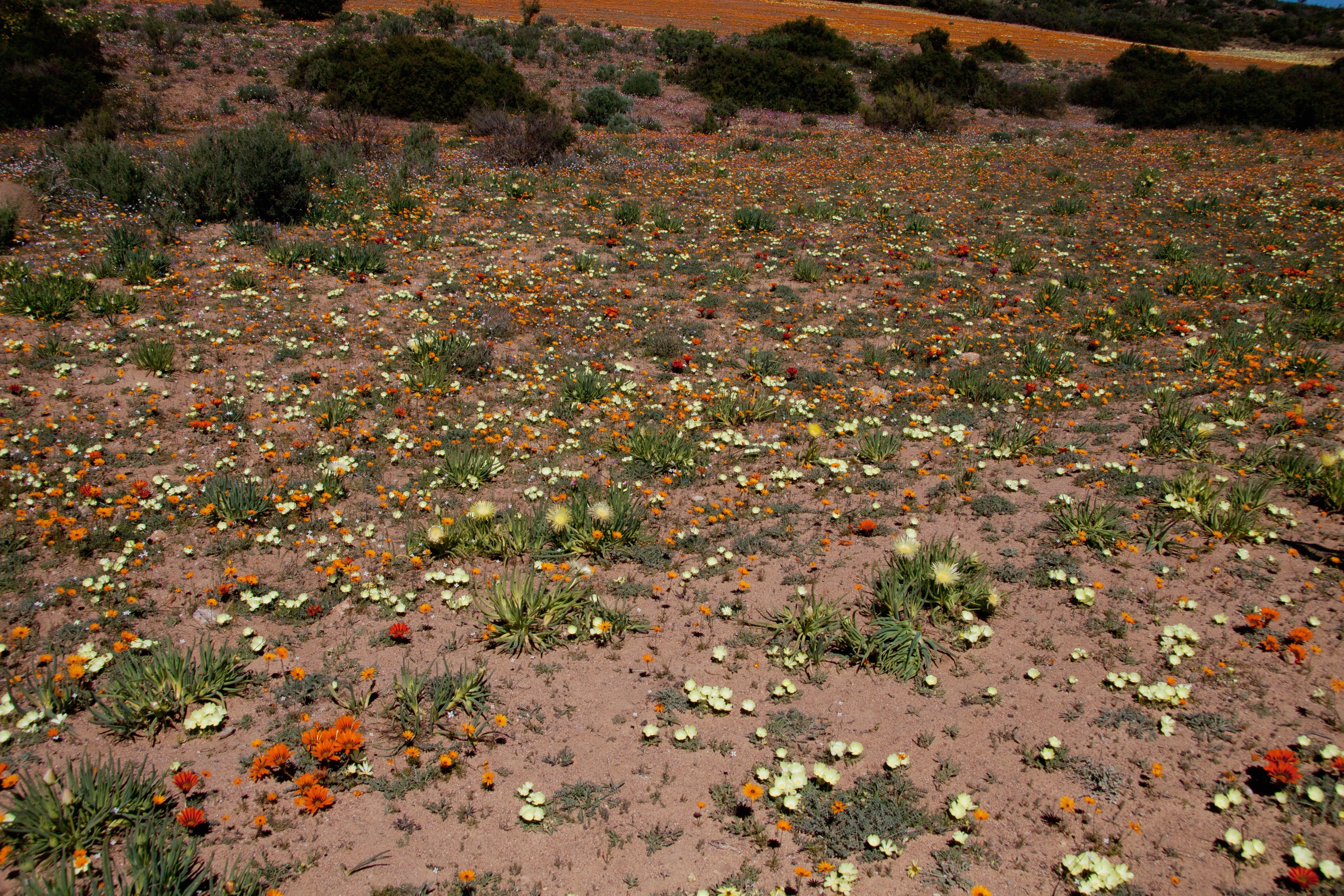
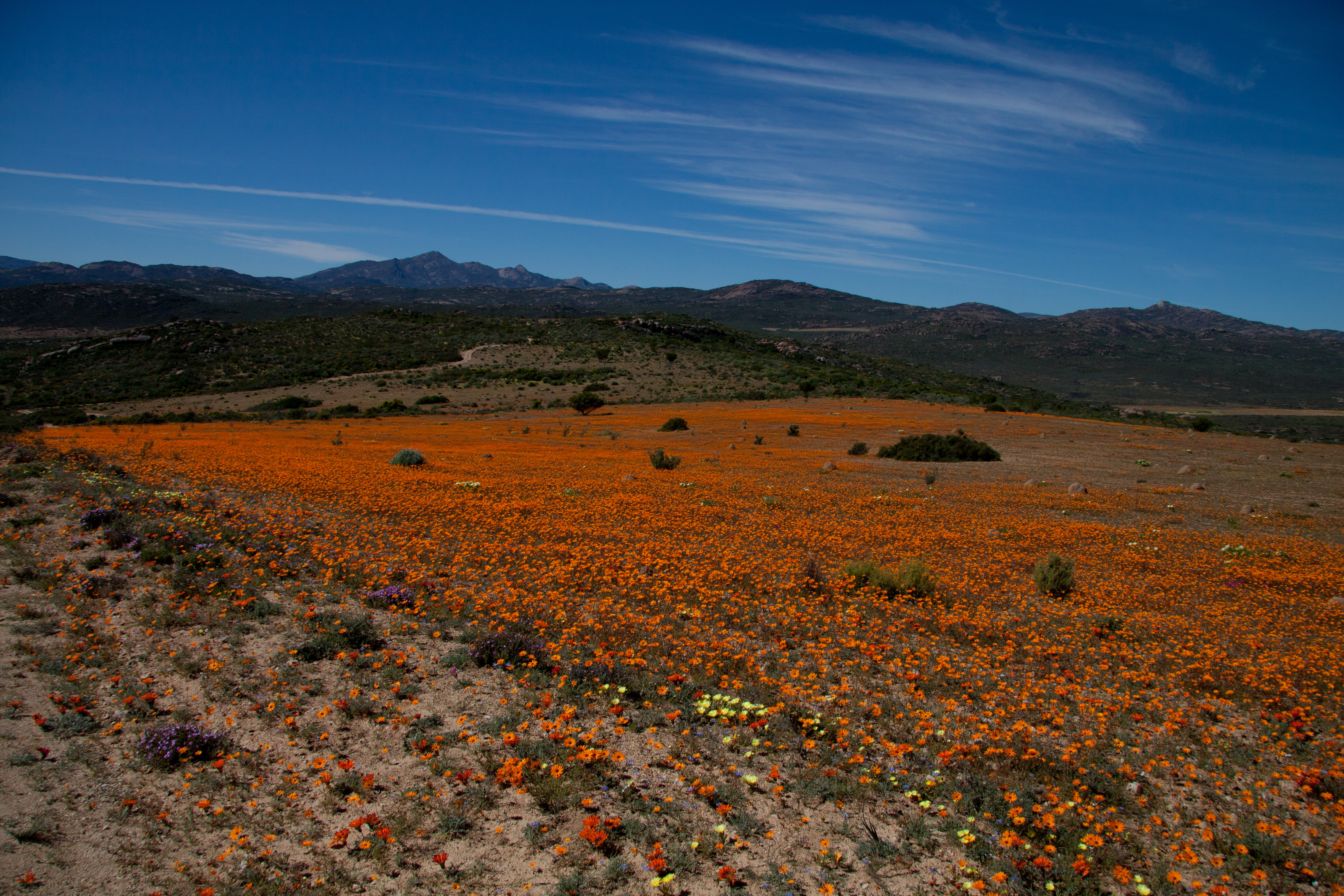
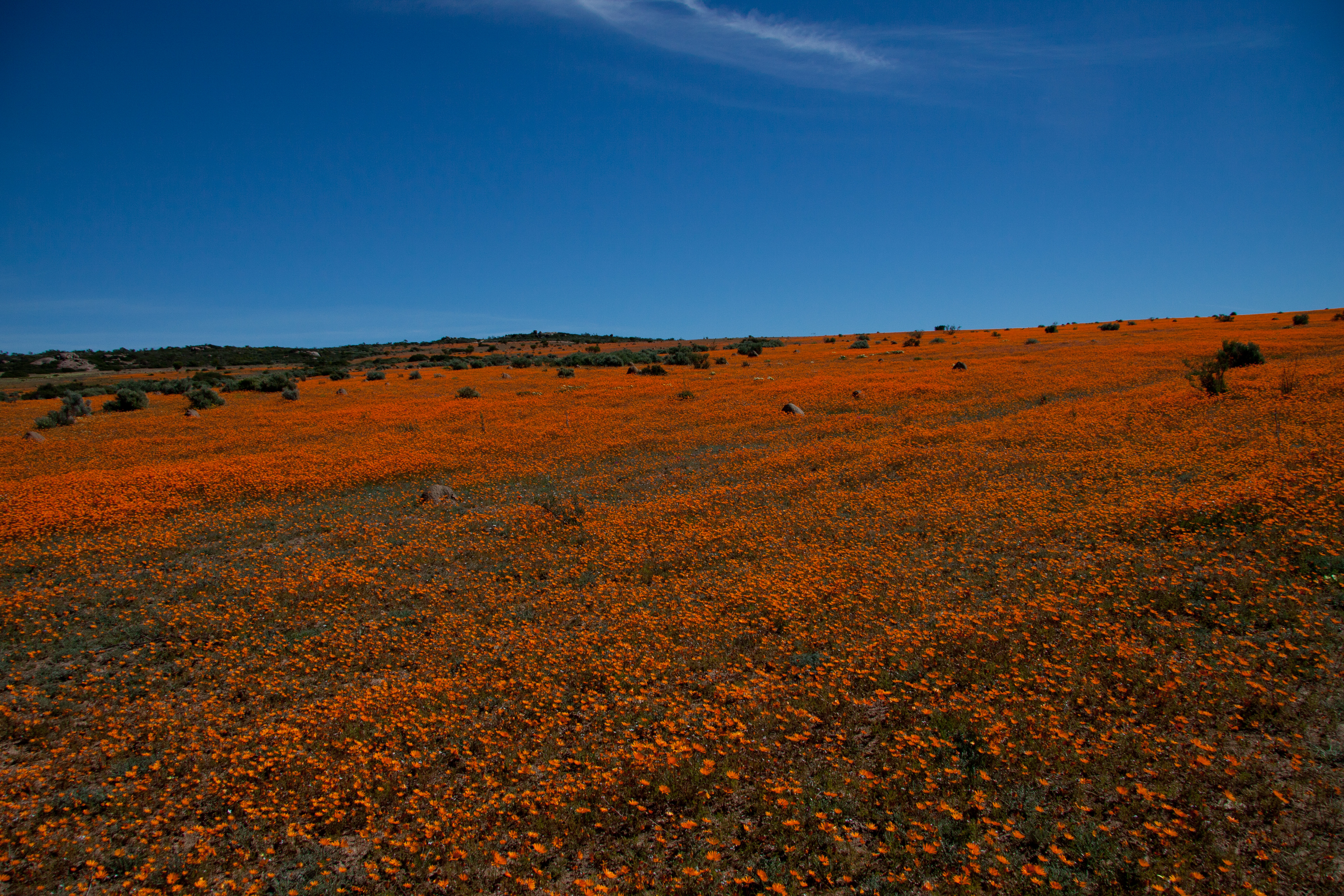

Addo Elephant ·
Agulhas ·
Ai-Ais/Richtersveld ·
Augrabies ·
Bergkwagga/Mountain Zebra ·
Bontebok ·
Tuinroete ·
Golden Gate Hoogland ·
Kamdeboo ·
Karoo ·
Kgalagadi ·
Kruger ·
Mapungubwe ·
Marakele ·
Meerkat ·
Mokala ·
Namakwa ·
Tafelberg ·
Tankwa Karoo ·
Weskus